# Paketkap
Paketkap är en maskin för kapning av hela virkespaket, men även andra stora material kan kapas som till exempel pappersrullar eller cellplast. Idag är det vanligt att plankor och bräder kapas till bestämda längder redan vid sågverket. Paketkapar används även ofta vid tillverkning av bland annat fraktpallar och träemballage. Paketkapar kan vara stationära eller mobila.